# Roger Hilton
Roger Hilton (ur. 30 kwietnia 1911 w Northwood, Londyn, zm. 23 lutego 1975 w Kornwalii) – brytyjski malarz.
W latach (1929 – 1936) studiował w Académie Ranson. Początkowo mieszkając w Kornwalii, malował abstrakcyjne obrazy, ale po spotkaniu Constanta Nieuwenhuysa wyjechał do Paryża i Amsterdamu, gdzie odkrył prace Pieta Mondriana, pod którego wpływem zmienił twórczość − uprościł kompozycję i ograniczył paletę barw. 
W czasie II wojny światowej służył w armii, został schwytany przez Niemców, a następnie więziony przez trzy lata. 
Jego abstrakcyjne niejednokrotnie kojarzone są z przedstawicielami pejzaży czy postaci, od 1961 widocznie są w nich sylwetki kobiet. Obrazy malowane były celowo niepewną kreską.

## Prace
- Woman with Dark Hair (1949),
- Composition in Orange, Black and Grey (1951 – 1952),
- Figure and Bird (1963),
- Oi Yoi Yoi (1963),
- Two Dogs (1973),
- Foliage with Orange Caterpillar (1974)